# 納扎羅沃區

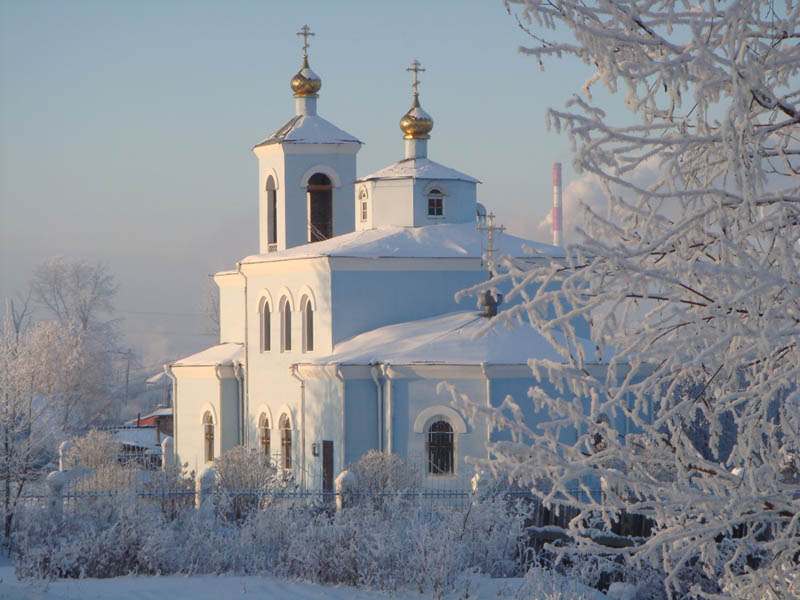

56°00′N 90°23′E / 56.000°N 90.383°E
納扎羅沃區（俄语：Назаровский район），是俄羅斯的一個區，位於該國中部，由克拉斯諾亞爾斯克邊疆區負責管轄，始建於1924年4月4日，面積4,230平方公里，2010年人口23,547，人口密度每平方公里5.57人。